# روان آل سعيد
روان بنت أحمد بن ثابت آل سعيد، اقتصادية وسيدة أعمال عمانية، ترأست مجلس إدارة البنك الوطني العماني ما بين عامي 2005 و2020، وكانت الرئيس التنفيذي للشركة العمانية الوطنية للاستثمار القابضة أونك قبل اندماج الأخيرة مع أومنفست(OMVS)  وهي الرئيس التنفيذي لشركة تكافل عمان للتأمين 

## التعليم
حصلت على دبلوم في تحليل الاستثمار من جامعة ستيرلينغ في المملكة المتحدة، ثم حصلت على بكالوريوس في الاقتصاد والعلوم السياسية من الجامعة الأمريكية بالقاهرة، وحصلت على ماجستير في الاقتصاد والمالية من جامعة لوفبرا في المملكة المتحدة، كما أنها حاصلة على الدكتوراة المهنية في القيادة والإدارة من الجامعة الأوروبية الدولية في فرنسا. وتم منح السيدة روان شهادة الدكتوراه الفخرية لامتيازها في عالم الأعمال بواسطة جامعة كومونولث وبالتعاون مع كلية لندن للدراسات العليا.

## المناصب
تولت منصب الرئيس التنفيذي لـشركة تكافل عمان للتأمين ش.م.ع.ع منذ تأسيس الشركة في عام 2014 وهي حاليًا الرئيس التنفيذي للشركة، وقد شغلت سابقًا منصب نائب رئيس ثم رئيس مجلس إدارة البنك الوطني العماني منذ العام 2005 لغاية 2020، كما شغلت منصب العضو المنتدب والرئيس التنفيذي في الشركة العمانية الوطنية للاستثمار القابضة أونك (ONES).وقد شغلت عضوية عدد من مجالس إدارات المؤسسات الحكومية والتجارية والعلمية مثل مجلس إدارة الهيئة العامة لتطوير المؤسسات الصغيرة والمتوسطة ريادة، وشركة النفط العمانية ش.م.ع.م ومجلس جامعة السلطان قابوس.
بدايتها العملية كانت في الصندوق الاحتياطي العام للدولة جهاز الاستثمار العماني (حاليًا) فالصندوق موجه نحو العمل في مجال الاستثمار والعمل فيه يتطلب خبرة ومعرفة نوعية. وقد اكتسبت خلال فترة عملها بالصندوق خبرات قيمة وحرصت على تنمية مهاراتها الإدارية والقيادية وهو ما ساعدها في التطور الوظيفي والوصول إلى منصب نائب رئيس الصندوق للاستثمار. لقد كان لعضويتها في مجالس إدارات شركات وصناديق استثمارية محلية وعالمية قيمة مضافة إلى تجربتها العملية وهو ما فتح أمامها أفاق واسعة وفرص متعددة، لتبدأ بذلك رحلة نجاحات متجددة في القطاع الخاص قادتها إلى عملها الحالي في شركة تكافل عُمان للتأمين.ترتكز مهامها الوظيفية بصفتها الرئيس التنفيذي حول محورين رئيسيين هما التوجيه والإشراف إضافة إلى ضرورة مواءمة الإستراتيجيات التي يضعها مجلس الإدارة والخطط التي تضعها الإدارة التنفيذية بناءً على تلك الإستراتيجيات.

## إنجازات
نالت السيدة روان خلال مسيرتها على العديد من الجوائز المحلية والإقليمية والعالمية منها على سبيل المثال لا الحصر: جائزة ريادة الأعمال المهنية BizPro 2011 وجائزة القيادة في الشرق الأوسط وشمال أفريقيا 2015 كذلك صنفت من قبل مجلة فوربس الشرق الأوسط ضمن قائمة أقوى السيدات العربيات في الأعوام من 2012 إلى 2019 على التوالي. هذا إضافة إلى جائزة أفضل 100 رئيس تنفيذي في الشرق الأوسط بالمشاركة مع (INSEAD) ويجدر بالذكر نيلها لجائزتين قيمتين في العام 2020 جائزة المرأة القيادية في منطقة الشرق الأوسط وشمال أفريقيا وجائزة قيادة الأعمال. وحصلت على جائزة القيادات النسائية الآسيوية؛ وذلك في مؤتمر قيادات العالم الذي أقيم في فندق تاج بالاس، دبي، بدولة الإمارات العربية المتحدة.